# 링구이사 칼라브레자
링구이사 칼라브레자(포르투갈어: linguiça calabresa)는 브라질의 소시지이다. 링구이사의 하나로, 칼라브리아고추를 넣어 만들어 매운 맛이 나며, 맵지 않은 링구이사 포르투게자와 구분된다. 포르투갈어권에서는 간단히 칼라브레자(calabresa)로 부르기도 하며, 그 외 지역에서는 칼라브레자 소시지(calabresa sausage)로도 불린다.

## 역사
이탈리아계 이민자들이 피자 등에 사용하는 칼라브리아고추를 사용해 만든 것이 그 기원이다.